# Fayetteville (Wirginia Zachodnia)
Fayetteville – miasto w Stanach Zjednoczonych, w stanie Wirginia Zachodnia, siedziba administracyjna hrabstwa Fayette.